# Breuil-le-Vert
Breuil-le-Vert település Franciaországban, Oise megyében. Lakosainak száma 3150 fő (2022. január 1.). Breuil-le-Vert Clermont, Bailleval, Breuil-le-Sec, Neuilly-sous-Clermont és Rantigny községekkel határos.

## Népesség
A település népességének változása:
| Lakosok száma | 2957 | 3049 | 3216 | 3087 | 3099 | 3116 | 3133 | 3139 | 3150 |
|               | 2013 | 2015 | 2016 | 2017 | 2018 | 2019 | 2020 | 2021 | 2022 |